# Max Skladanowsky
 (novembre 2009).
Si vous disposez d'ouvrages ou d'articles de référence ou si vous connaissez des sites web de qualité traitant du thème abordé ici, merci de compléter l'article en donnant les références utiles à sa vérifiabilité et en les liant à la section « Notes et références ».
Max Skladanowsky est un réalisateur, producteur et directeur de la photographie allemand, né le 30 avril 1863 à Berlin-Pankow et mort le 30 novembre 1939  à Berlin.

## Biographie
Max Skladanowsky et son frère Emil ont inventé et construit le Bioskop en 1895 et l'ont utilisé pour tourner un film qu'ils ont ensuite projeté en séance publique (et payante) au Wintergarten (en) de Berlin le 1er novembre 1895, soit moins de deux mois avant celle des frères Lumière, mais sans le même succès, leur appareil étant moins perfectionné. Il faut aussi noter qu'Émile Reynaud avait, dès octobre 1892 (3 ans avant les Lumière), organisé des séances de projection (publiques et payantes) de ses Pantomimes lumineuses, les premiers dessins animés du cinéma.

## Filmographie
- 1895 : Lutte
- 1895 : Archiv Skladanowsky
- 1895 : Serpentinen Tanz
- 1895 : Ringkämpfer
- 1895 : Komisches Reck
- 1895 : Kamarinskaja
- 1895 : Der Jongleur
- 1895 : Das Boxende Känguruh
- 1895 : Bauertanz zweier kinder
- 1895 : Apotheose
- 1895 : Akrobatisches Potpourri
- 1896 : Die Wachtparade
- 1896 : Unter den Linden
- 1896 : Nicht mehr allein
- 1896 : Mit Ablösung der Wache
- 1896 : Lustige Gesellschaft vor dem Tivoli in Kopenhagen
- 1896 : Leben und Treiben am Alexanderplatz
- 1896 : Komishe Begenung im Tiergarten zu Stockholm
- 1896 : Ausfahrt nach dem Alarm
- 1896 : Ankunft eines Eisenbahnzuges
- 1896 : Alarm der Feuerwehr
- 1897 : Apotheose II
- 1897 : Am Bollwerk
- 1900 : Eine Moderne Jungfrau von Orleans
- 1905 : Eine Fliegenjagd oder Die Rache der Frau Schultze

## Hommage
Wim Wenders a réalisé en 1995 le film Les Lumière de Berlin (en allemand : Die Gebrüder Skladanowsky) en hommage aux deux frères et à l'invention du bioskop.

### Sources et bibliographie
- André Combes, « Lumière et/ou Skladanowsky : l’inventeur inventé? ». Dans Heike Hurst (dir.), Tendres ennemis : cent ans de cinéma entre la France et l’Allemagne, p. 77-90, 1991, L’Harmattan.
- Janelle Blankenship, « To alternate/to attract? The Skladanowsky experiment. » Cinéma & Cie, n°9 (automne 2007), p. 61-77.
- Léo Sauvage, L'Affaire Lumière : Enquête sur les origines du cinéma, 1985, Paris, Lherminier.